# Dagsedlar åt kapitalismen
Dagsedlar åt kapitalismen är ett studioalbum av vissångaren Fred Åkerström, utgivet 1967 på skivbolaget Metronome.
Albumet producerades av Anders Burman och spelades in i Metronomes studio i Stockholm med Åkerström på sång och gitarr. Det utgavs ursprungligen på LP i november 1967, men utkom i en nyutgåva på CD 1990. På albumet återfinns flera tonsättningar av Stig Dagerman-dikter.

## Innehåll

### LP
Sida A
1. "Luffaren" – 2:20 (originaltitel "The Tramp", Georg Frederick Root, svensk text Rune Lindström)
2. "Balladen om Bror Lundbom" – 4:05 (Johnny Carlson)
3. "Varning för hunden" – 1:33 (Fred Åkerström, Stig Dagerman)
4. "Kapitalismen" – 3:59 (Per Dich)
5. "Två gånger död" – 1:19 (Åkerström, Dagerman)
6. "Halleluja amen" – 2:56 (musik Gustav Winckler, text Patrik)

Sida B
1. "Kapital" – 2:47 (originaltitel "Be Glad in the Lord and Rejoice", James McGranahan, svensk text Åkerström)
2. "Onkel Sam och den snälle gossen" – 1:53 (Åkerström, Dagerman)
3. "Vaggvisa" – 1:44 (Åkerström, Dagerman)
4. "För maskens skull" – 1:36 (Åkerström, Dagerman)
5. "Prästen och slaven" – 2:19 (originaltitel "The Preacher and the Slave", Joseph Philbrick Webster, svensk text Lindström)
6. "Balladen om Joe Hill" – 2:19 (originaltitel "Joe Hill", Earl Robinson, Alfred Hayes, svensk text Lindström)

### CD
1. "Luffaren" – 2:20 (originaltitel "The Tramp", Georg Frederick Root, svensk text Rune Lindström)
2. "Balladen om Bror Lundbom" – 4:05 (Johnny Carlson)
3. "Varning för hunden" – 1:33 (Fred Åkerström, Stig Dagerman)
4. "Kapitalismen" – 3:59 (Per Dich)
5. "Två gånger död" – 1:19 (Åkerström, Dagerman)
6. "Halleluja amen" – 2:56 (musik Gustav Winckler, text Patrik)
7. "Kapital" – 2:47 (originaltitel "Be Glad in the Lord and Rejoice", James Mac Granahan, svensk text Åkerström)
8. "Onkel Sam och den snälle gossen" – 1:53 (Åkerström, Dagerman)
9. "Vaggvisa" – 1:44 (Åkerström, Dagerman)
10. "För maskens skull" – 1:36 (Åkerström, Dagerman)
11. "Prästen och slaven" – 2:19 (originaltitel "The Preacher and the Slave", Joseph Philbrick Webster, svensk text Lindström)
12. "Balladen om Joe Hill" – 2:19 (originaltitel "Joe Hill", Earl Robinson, Alfred Hayes, svensk text Lindström)

## Medverkande
- Anders Burman – producent
- Fred Åkerström – sång, gitarr